# Cumberland (dystrykt)
Cumberland – dystrykt typu unitary authority obejmujący północną i zachodnią część hrabstwa ceremonialnego Kumbria, w Anglii. Ośrodkiem administracyjnym jest Carlisle. Organem zarządzającym jest Cumberland Council.
Utworzony został 1 kwietnia 2023 roku w wyniku połączenia dystryktów niemetropolitalnych Allerdale, Carlisle oraz Copeland i jednoczesnej likwidacji hrabstwa niemetropolitalnego Kumbria (pozostałe dystrykty weszły w skład jednostki Westmorland and Furness). Nazwa dystryktu nawiązuje do historycznego hrabstwa Cumberland.
Powierzchnia dystryktu wynosi 3013 km², liczba ludności 273 255 (2021).